# Pérez Zeledón (canton)
Pour les articles homonymes, voir Zeledón.
Pérez Zeledón est le 19e canton de la province de San José au Costa Rica. Il couvre une superficie de 1 905,51 km2, pour une population de 135 429 habitants. Le chef-lieu du canton est San Isidro de El General.

## Histoire
Le canton de Pérez Zeledón a été créé 9 octobre 1931. Il avait à l'origine quatre districts : Ureña, El General, Daniel Flores, et Rivas. Dont Ureña a été la capitale.

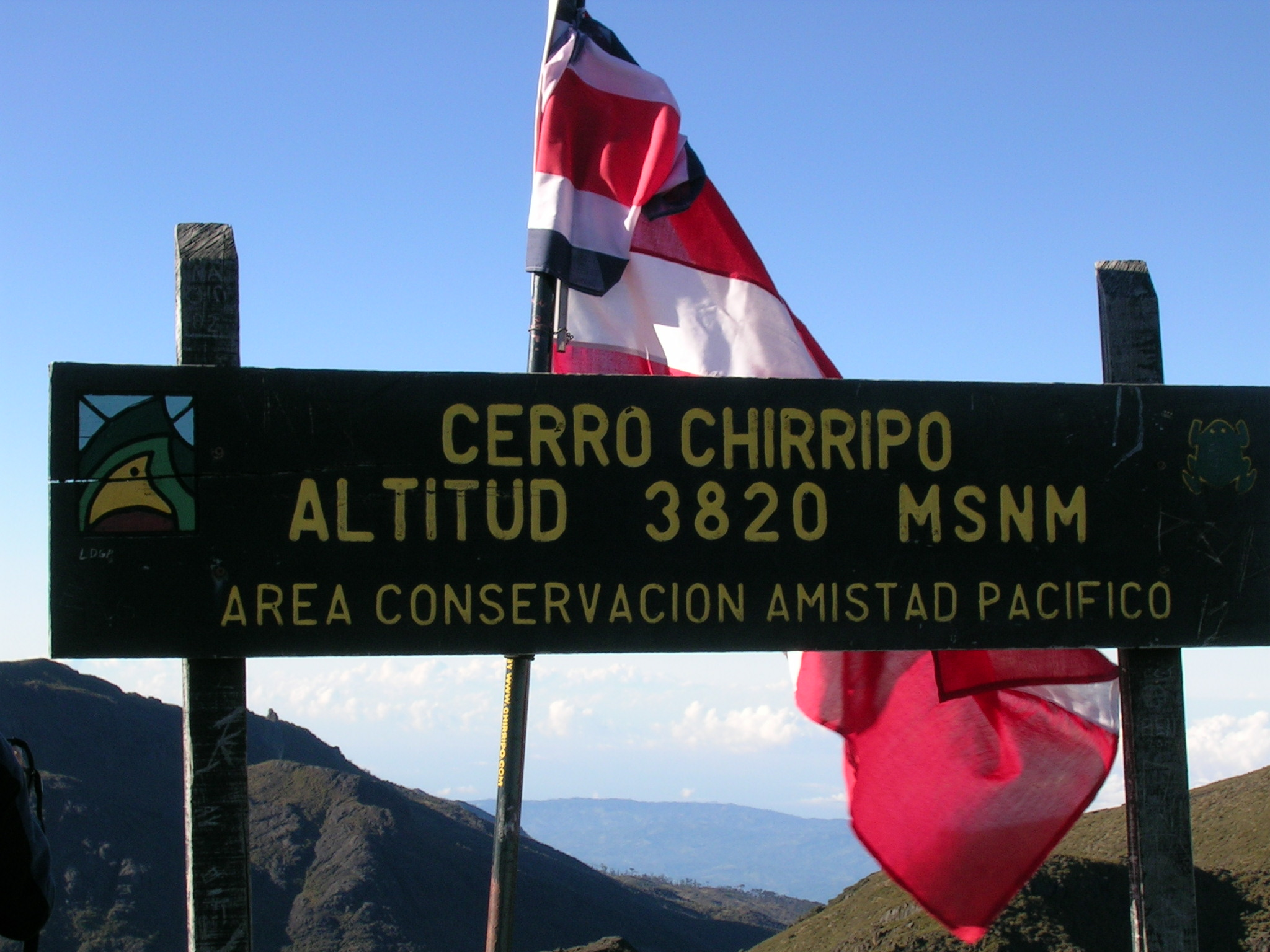
Parc national de Chirripó à 3820 mètres d'altitude

## Districts
Le canton de Pérez Zeledón est subdivisé en 11 districts (distritos) :
- San Isidro ;
- General Viejo ;
- Daniel Flores ;
- Rivas ;
- San Pedro ;
- Platanares ;
- Pejibaye ;
- Cajón ;
- Barú ;
- Río Nuevo ;
- Páramo.